# سوني إكسبيريا زد 3 +
سوني إكسبيريا زد 3 (بالإنجليزية: Sony Xperia Z3)‏ هاتف ذكي يعمل بنظام اندرويد صنع من طرف شركة سوني، جاء ضمن سلسلة سوني إكسبيريا زد وقد طرح في الأسواق في أبريل سنة 2015.

## صور

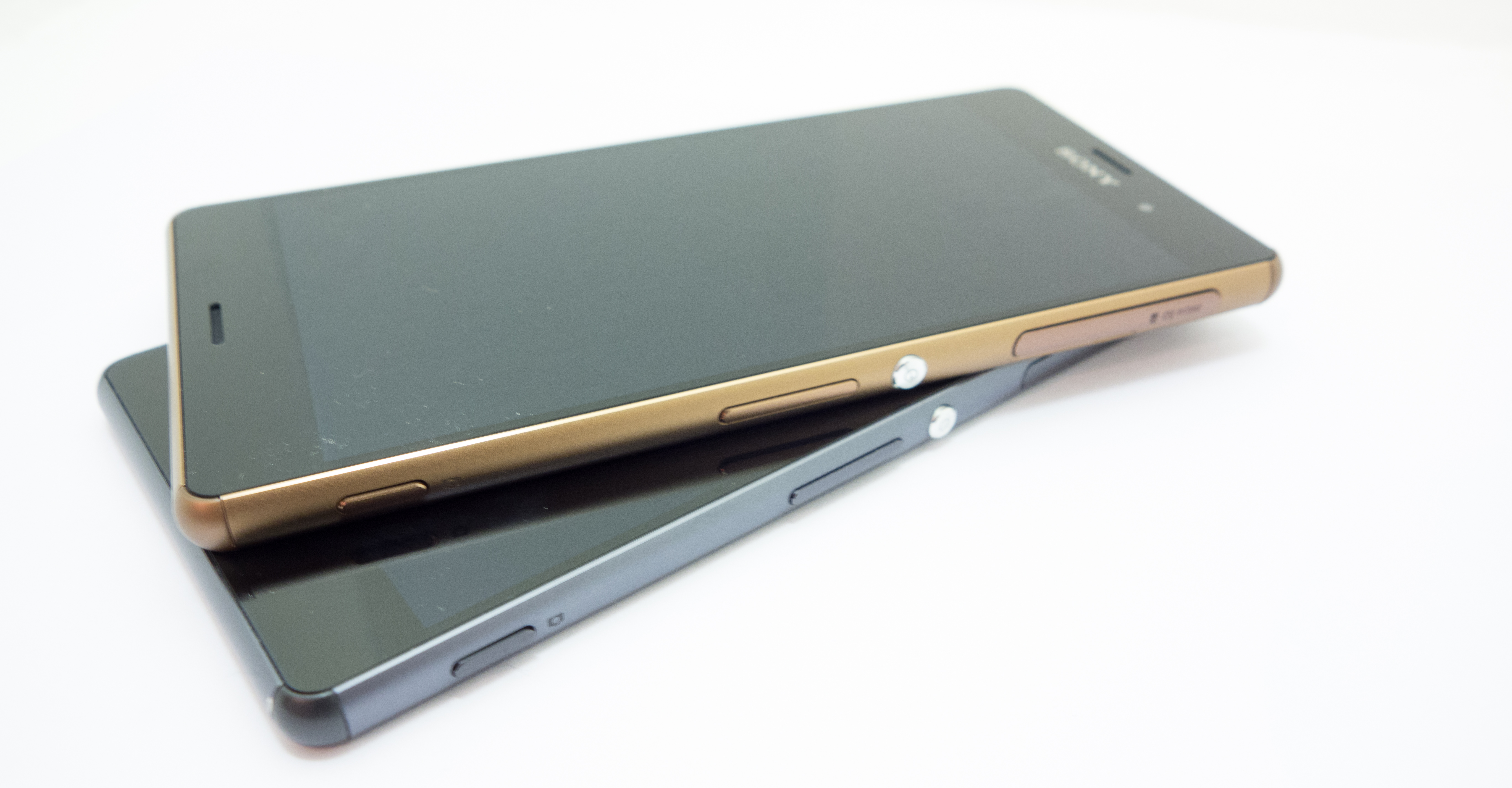
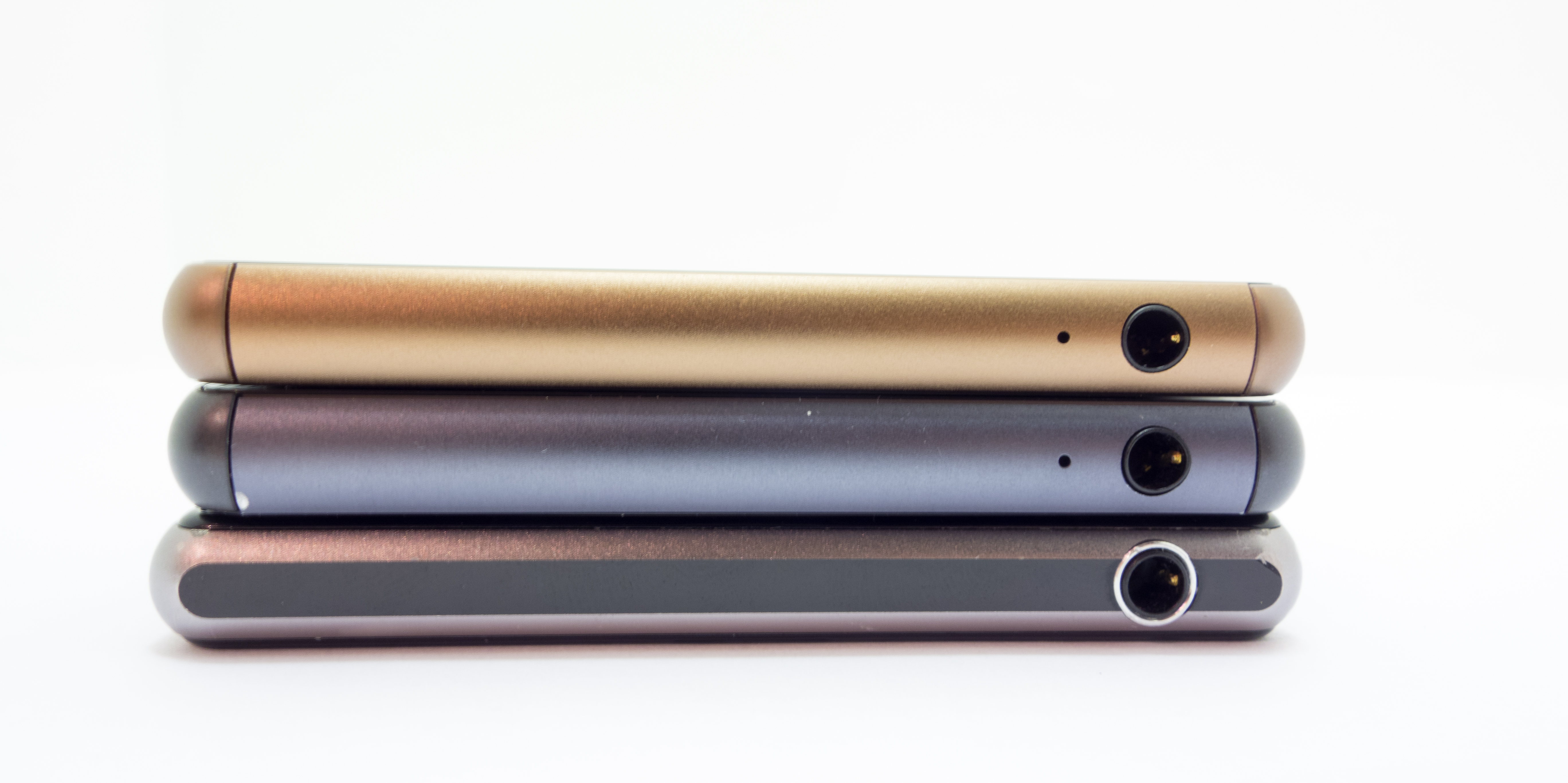
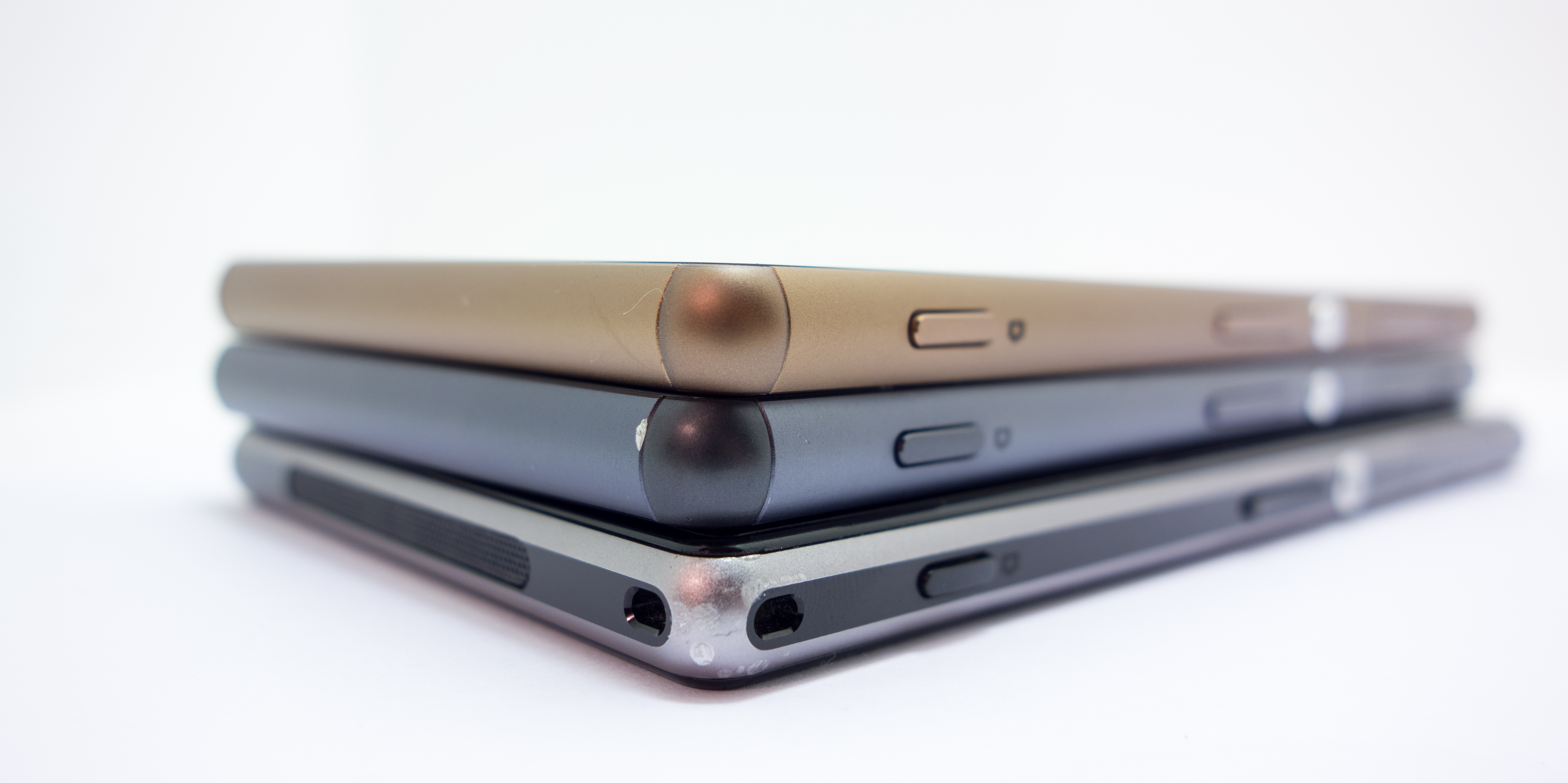
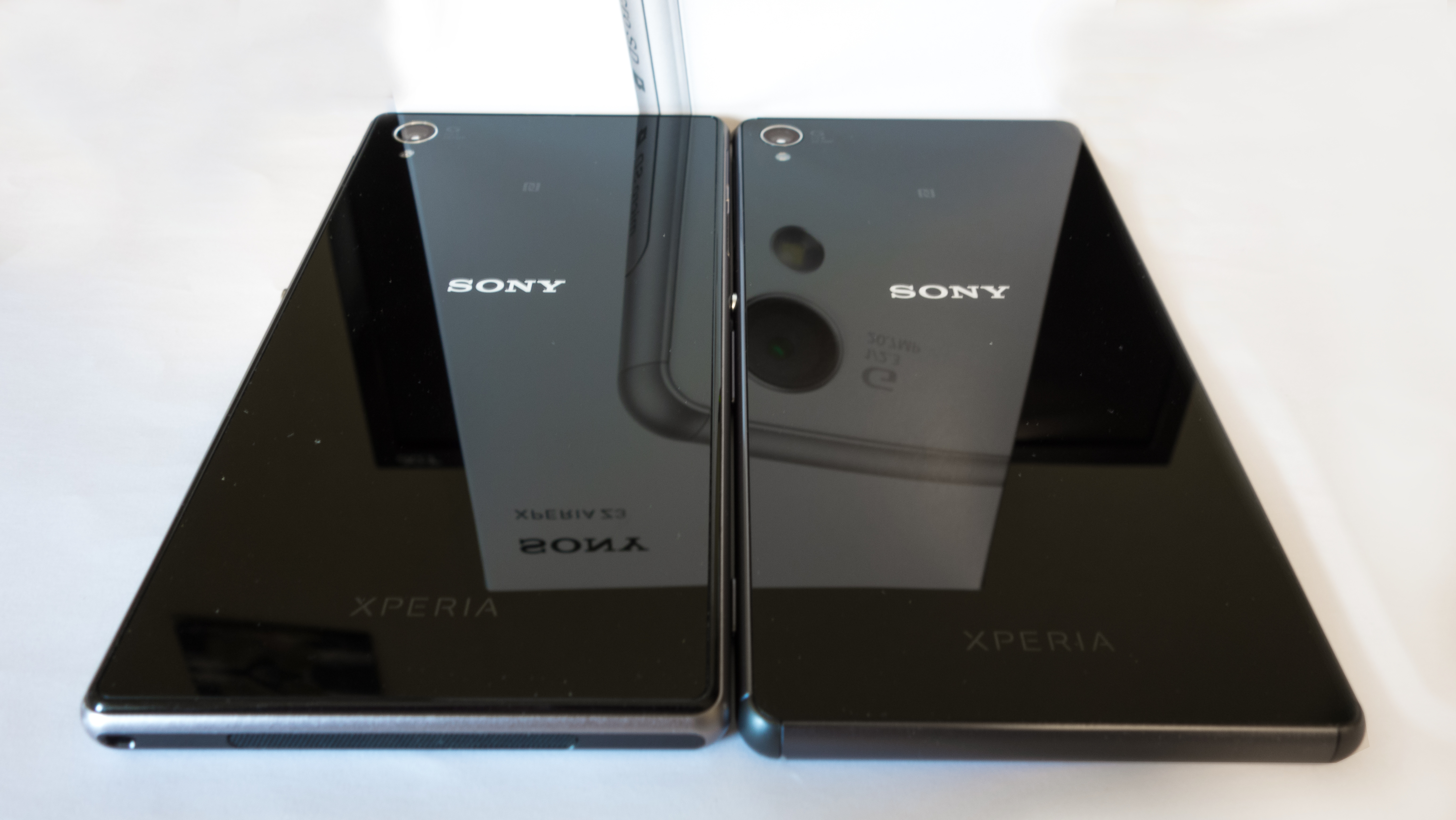